# Campagne du Djebel Nefoussa
Guerre civile libyenne de 2011
Batailles
- 1re Benghazi
- El Beïda
- Derna
- 1re Tripoli
- Misrata
- 1re Zaouïa
- Djebel Nefoussa (1re Dehiba
- 2e Dehiba
- Gharyan)
- 1re Brega
- 1re Ras Lanouf
- 1re Ben Jawad
- 2e Ras Lanouf
- 2e Brega
- 1re Ajdabiya
- 2e Benghazi
- 2e Ajdabiya
- 1re golfe de Syrte
- 3e Brega
- Al Jawf
- Front de Misrata (Zliten
- Tawarga
- 2e Zaouïa
- 4e Brega
- Fezzan
- Birak)
- 5e Brega
- 3e Zaouïa
- 2e Tripoli
- 2e Sebha
- 2e golfe de Syrte (Syrte)
- Offensive de Bani Walid (Tarhounah - Bani Walid)

- Intervention militaire de l’OTAN
- Opération Ellamy (Royaume-Uni)
- Opération Harmattan (France)
- Opération Odyssey Dawn (États-Unis)
- Opération Mobile (Canada)

La campagne du Djebel Nefoussa livrée pendant la guerre civile libyenne oppose les forces loyalistes aux forces rebelles du 1er mars au 18 août 2011.

## Déroulement
Durant la campagne, les deux belligérants se livrèrent à une guerre d'usure qui se solda finalement par la victoire des rebelles le 18 août 2011.
Le poste-frontière de Dehiba, près de la Tunisie, fut notamment le théâtre d'importants combats pour son contrôle entre loyalistes et rebelles.

## Conséquences
Le front de Tripolitaine étant sécurisé, les forces rebelles pourront lancer en août 2011 leur assaut final sur la capitale, Tripoli.